# Waterford F.C.
Waterford Football Club (irl. Cumann Peile Phort Láirge) – irlandzki klub piłkarski z siedzibą w mieście Waterford.
Założony w 1930 roku klub rozgrywał swoje mecze domowe na stadionie Kilcohan Park, skąd przeniósł się na stadion Waterford Regional Sports Centre. Ponieważ barwy klubu są niebiesko-białe, klub, obok przydomku United, posiada przydomek The Blues. Ostatnim sukcesem klubu było zdobycie mającego ponad stuletnią historię pucharu Munster Senior Cup - 21 czerwca 2007 roku Waterford United pokonał w finale nie uczestniczący w rozgrywkach ligowych klub Passage A.F.C. z miasta Cork.

## Sukcesy
- Mistrz Irlandii (Football League of Ireland) (6): 1965/66, 1967/68, 1968/69, 1969/70, 1971/72, 1972/73
- Puchar Irlandii (FAI Cup) (2): 1937, 1980
- Puchar Ligi (Football League of Ireland Cup) (2): 1973/74, 1984/85
- Tarcza Ligi Irlandzkiej (League of Ireland Shield) (5): 1930/31, 1936/37, 1952/53, 1958/59, 1968/69
- Top Four Cup (5): 1967/68,1968/69,1969/70,1970/71,1972/73
- Munster Senior Cup (11): 1934/35, 1945/46 (wspólnie z Cork United), 1947/48, 1955/56, 1956/57, 1965/66, 1966/67, 1975/76, 1980/81, 1985/86, 1986/87, 2007

## Historia

### Waterford FC 1930-1982
Klub założony został w 1930 roku pod nazwą Waterford Football Club. Nowy zespół przystąpił do rozgrywek pierwszoligowych już w sezonie 1930/31, zajmując 9 miejsce, a następnie w sezonie 1931/32, po czym spadł z ligi na dwa sezony. Ponownie w najwyższej lidze klub pojawił się wraz z drużyną Sligo Rovers w sezonie 1935/36. W tym samym sezonie Waterford zdobył irlandzką tarczę (League of Ireland Shield - trzecie pod względem ważności po mistrzostwie i pucharze trofeum krajowe).
Puchar Irlandii Waterford po raz pierwszy zdobył w 1937 roku, pokonując w finale St. James’s Gate F.C. W tym samym roku zdobył również tarczę.
Klub w sezonie 1937/38 zdobył swój pierwszy tytuł wicemistrza Irlandii. Sukces ten powtórzył w sezonie 1940/41, przy czym tym razem uzyskał tyle samo punktów co mistrz Cork United. Walkę o mistrzostwo Waterford przegrał, gdyż z powodu sporu o gaże między klubem a piłkarzami nie przystąpił do decydujących o tytule meczów barażowych. Waterford w 1952/53 kolejny raz zdobył tarczę, a w sezonie 1954/55 trzeci raz został wicemistrzem Irlandii, tym razem wyprzedzony przez klub St. Patricks Athletic. Następny tytuł wicemistrza klub zdobył w sezonie 1962/63.
Swój pierwszy tytuł mistrza Waterford zdobył w sezonie 1965/66 i był to początek licznych sukcesów klubu na arenie krajowej. W następnym sezonie klub zadebiutował Pucharze Mistrzów. Pierwszym przeciwnikiem był reprezentujący wschodnioniemiecką armię zespół Vorwärts Berlin. Na Dalymount Park Waterford został rozgromiony 1:6, a we wschodnim Berlinie 0:6.
Klub w sezonie 1968/69 kolejny raz zdobył tarczę. Następnie Waterford trzy razy z rzędu zdobył tytuł mistrza - w 1968, 1969 i 1970. W 1971 mistrzem został Cork Hibernians, jednak w 1972 i 1973 znów mistrzem był Waterford (jednym z zawodników mistrzowskiej drużyny był wielokrotny reprezentant Polski, Piotr Suski). W następnym sezonie nie udało się sięgnąć po mistrzostwo i jedynym pocieszeniem był puchar ligi (Football League of Ireland Cup). W 1980 roku klub zdobył puchar Irlandii (FAI Cup) pokonując w finale St. Patricks Athletic. Był to ostatni sukces klubu pod starą nazwą Waterford F.C.

### Waterford United po 1982-2016
Z powodu problemów finansowych klub w 1982 roku zmienił nazwę na Waterford United. Trenerem klubu po zmianie nazwy został Alfie Hale. W 1985 roku do 16-zespołowej ligi dodano 6 klubów. Następnie ligę podzielono na dwie części - Premier Division i First Division, przy czym Waterford znalazł się w Premier Division. Od 1985 roku Waterford miał 24 różnych trenerów, spadając w tym okresie z najwyższej ligi i ponownie do niej awansując. Do First Division Waterford spadł w 1988/89 i już po roku, po wygraniu First Division, wrócił do Premier Division. W kolejnym sezonie zajął 11 miejsce i znów spadł do First Division.
Klub awansował do najwyższej ligi w sezonie 1991/92 jako wicemistrz drugiej ligi (za Limerick F.C.). Jednak znów pobyt w pierwszej lidze zakończył się po jednym sezonie - Waterford spadł do drugiej ligi z powodu gorszej różnicy bramek od klubu Drogheda United.
Waterford United awansował do najwyższej ligi w sezonie 1997/98, kiedy to wygrał First Division. W pierwszej lidze klub utrzymał się do sezonu 1999/2000, kiedy spadł z ligi zajmując miejsce za Galway United, do którego zabrakło 1 punktu. Następny awans nastąpił w sezonie 2002/03 i jak dotąd klub zdołał uniknąć kolejnego spadku.

### Waterford FC po 2017
W 2017 roku klub zmienił nazwę na Waterford FC.

## Europejskie puchary
Legenda do wszystkich tabel:
- Q – runda eliminacyjna, 1/16, 1/8, 1/4, 1/2 – odpowiednia faza rozgrywek, Grupa – runda grupowa, 1r gr – pierwsza runda grupowa, 2r gr – druga runda grupowa, F – finał, R – runda, PO – play-off
- k. – rzuty karne, los. – losowanie, Dogr. – dogrywka, w. – zasada bramek strzelonych na wyjeździe

| Sezon   | Rozgrywki                 | Runda | Przeciwnik         | Dom | Wyjazd | Ogólnie |
| ------- | ------------------------- | ----- | ------------------ | --- | ------ | ------- |
| 1966/67 | Puchar Europy             | Q     | Vorwärts Berlin    | 1–6 | 0–6    | 1–12    |
| 1969/70 | Puchar Europy             | 1R    | Galatasaray SK     | 2–3 | 0–2    | 2–5     |
| 1970/71 | Puchar Europy             | 1R    | Glentoran          | 1–0 | 3–1    | 4–1     |
| 1970/71 | Puchar Europy             | 2R    | Celtic F.C.        | 0–7 | 2–3    | 2–10    |
| 1972/73 | Puchar Europy             | 1R    | Omonia Nikozja     | 0–2 | 2–1    | 2–3     |
| 1973/74 | Puchar Europy             | 1R    | Újpest FC          | 2–3 | 0–3    | 2–6     |
| 1979/80 | Puchar Zdobywców Pucharów | 1R    | IFK Göteborg       | 1–1 | 0–1    | 1–2     |
| 1980/81 | Puchar Zdobywców Pucharów | 1R    | Hibernians         | 4–0 | 0–1    | 4–1     |
| 1980/81 | Puchar Zdobywców Pucharów | 2R    | Dinamo Tbilisi     | 0–1 | 0–4    | 0–5     |
| 1986/87 | Puchar Zdobywców Pucharów | 1R    | Girondins Bordeaux | 1–2 | 0–4    | 1–6     |